# Max Reger
Max Reger (polno ime Johann Baptist Joseph Maximilian Reger), nemški skladatelj, pianist in dirigent, * 19. marec 1873, Brand in der Oberpfalz, Bavarska, † 11. maj 1916, Leipzig.
Glasbo je študiral v Münchnu in v Wiesbadnu pri Hugu Riemannu. Leta 1901 se je preselil v München, kjer je poučeval orgle in kompozicijo, od leta 1907 pa je deloval v Leipzigu, kjer je bil do leta 1908 direktor glasbenega oddelka univerze, do smrti pa profesor kompozicije na konservatoriju. Mednarodno je nastopal kot dirigent in pianist, njegova najslavnejša študenta sta bila Joseph Haas in George Szell.

## Izbor skladb

### Komorna dela
- Violinske sonate
  - brez klavirja:
    - 4 sonate za violino solo, opus 42
    - 7 sonat za violino solo, opus 91

  - s klavirjem:
    - Violinska sonata št. 1 op. 1, d mol
    - Violinska sonata št. 2 op. 3, D dur
    - Violinska sonata št. 3 op. 41, A dur
    - Violinska sonata št. 4 op. 72 v C duru
    - Violinska sonata št. 5 op. 84, fis mol
    - Violinska sonata št. 6 op. 103b/1, d mol
    - Violinska sonata št. 7 op. 103b/2, v A
    - Violinska sonata št. 8 op. 122, e mol (1911, premiera v Leipzigu)
    - Violinska sonata št. 9 op. 139, c mol (1915)

- Sonate za violončelo
  - Čelo sonata št. 1 op. 5, f mol
  - Čelo sonata št. 2 op. 28, g mol
  - Čelo sonata št. 3 op. 78, F dur
  - Čelo sonata št. 4 op. 116, a mol

- Serenade
  - Serenada št. 1 opus 77a, D dur (flavta, violina, viola)
  - Serenada št. 2 opus 141a, G dur (flavta, violina, viola)

- Godalni trio
  - Godalni trio št. 1 opus 77b, a mol
  - Godalni trio št. 2 opus 141b, d mol

- Klavirski trio
  - Klavirski trio št. 1 opus 2, h mol (violina, viola, klavir)
  - Klavirski trio št. 2 opus 102, e mol

- Godalni kvarteti
  - Godalni kvartet št. 0, d mol (opcionalni kontrabas v finalu)
  - Godalni kvartet št. 1 op. 54/1, g mol
  - Godalni kvartet št. 2 opus 54/2, A dur
  - Godalni kvartet št. 3 opus 74, d mol
  - Godalni kvartet št. 4 opus 109, Es dur
  - Godalni kvartet št. 5 opus 121, fis mol

- Klavirski kvarteti
  - Klavirski kvartet št. 1, opus 113, d mol
  - Klavirski kvartet št. 2, opus 133, a mol

- Klavirski kvinteti
  - Klavirski kvintet št. 1 op. posth., c mol
  - Klavirski kvintet št. 2 op. 64, c mol

- Orgelske skladbe
  - Sonata opus 33, fis mol
  - Sonata opus 60, d mol
  - Suita opus 92
  - Fantazija in fuga na Bachovo temo, opus 64
  - Fantazija in fuga, opus 135b

- Klavirske skladbe
  - Variacije in fuga na Bachovo temo, opus 81
  - Variacije in fuga na Telemannovo, opus 134

### Orkester
- Koncerti
  - Violinski koncert opus 101, A dur
  - Klavirski koncert opus 114, f mol
  - koncert v starem slogu, opus 123

- Simfonični orkester
  - Variacije in fuga na Beethovnovo temo, opus 86 (priredba skladbe za 2 klavirja)
  - Sinfonietta, opus 90, a dur
  - Serenada, opus 95
  - Hiller variacije, opus 100
  - Simfonični prolog k Tragediji, opus 108
  - Romantična suita, opus 125
  - 4 tonski poemi na slike Arnolda Boecklina, opus 128
  - Variacije na Mozartovo temo, opus 132

- Zbor in orkester
  - Psalm 100, opus 106 (aranžiral: Paul Hindemith)